# Véronique Soufflet
Pour les articles homonymes, voir Soufflet.
Véronique Soufflet est une actrice et auteure-compositrice-interprète française.
Active dans le doublage, elle est notamment la voix française régulière de Christina Applegate et Bellamy Young, ainsi qu'une voix récurrente de Rose McGowan.

## Biographie
Après avoir vécu son enfance et son adolescence à Châtellerault, dans la Vienne, elle monte à Paris et suit les cours de Jacques Lecoq puis jean Laurent Cochet tout en travaillant le chant avec Armande Altaî puis Roger Ferber. Comédienne, elle se produit surtout comme chanteuse, accompagnée par Jean-Luc Kandyoti, pianiste et compositeur, Ghassan Tarabay et Nicolas-Richard de La Prade. Elle chante notamment Khalil Gibran (Entre l'Orient et l'Occident) et le Liban (Il était un rêve), l'Égypte (Les Enfants de Louxor, texte de Bernard Dimey mis en musique par Jean-Luc Kandyoti).
Après un premier spectacle autour du répertoire du cinéma français au Tambour Royal à la fin des années 1990, elle débute dès les années 2000 une collaboration en tant qu'auteure-interprète avec le compositeur et pianiste Jean- luc Kandyoti. De très nombreux concerts font suite au premier album "De Bouche à Bonheur",  des petites salles parisiennes jusqu'au passage au Tryad pour deux soirs à New York en 2006. Puis vient le second album "Le tango de Platon et Al Faraby" en 2008. À cette occasion elle s'est produite au Théâtre Essaïon à Paris et a présenté son album Le Tango de Platon et Al-Farabi au Sentier des Halles le 9 septembre de la même année. Puis, elle a été en concert exceptionnel le 24 novembre 2008 au Parlement européen, puis le 25 novembre à l'Unesco, à Paris avant un retour au Théâtre Essaïon en décembre de la même année.
En 2009, elle s'est produite dans le cadre du Forum de Paris, Euro Méditerranée à la maison de l'Unesco, le 27 mars. Le 21 juin de la même année, elle a été l'invitée de la Fête de la musique, à Byblos,au Liban, dans le cadre du Festival international de Byblos.
En septembre 2010 puis mars 2011, elle s'est produite à Paris, au Théâtre du Tambour royal.
Le 14 décembre 2012, elle participe au spectacle musical les Voices of Harlem, au Palais des congrès de Paris et interprète Gershwin aux côtés de Roberta Flack, Craig Adams, Davell Crawford et Dale Blade.
En 2015, elle sort son nouvel album intitulé Version Originelle,. Un album piano-voix, avec le compositeur et pianiste Jean-Luc Kandyoti. Ils l'ont présenté sur scène à Paris, Lyon et en d'autres villes françaises. Le 5 octobre de la même année, elle s'est produite en concert au Théâtre Lucernaire à Paris avec Jean-Luc Kandyoti et Boulou avec Elios Ferré en invités.
Le 13 mai 2016, elle est invitée dans le cadre des Week-ends de la chanson Quebecor en concert Piano-Voix à la Salle Claude Léveillée de la Place des Arts à Montréal.
En 2017, elle fait partie des membres-fondateurs du Cercle InterHallier.
En 2017, 2018 et 2019 elle est à nouveau invitée pour chanter à la Salle Claude Léveillée de la Place des Arts à Montréal.
Elle a écrit une pièce de théâtre, adaptée du livre "Mademoiselle" de Bruno Monsaingeon, dont le sujet principal est l'immense musicienne et pédagogue Nadia Boulanger. La pièce "Au coin de la rue la Boulangerie" est présentée pour la 1ère fois à Paris au théâtre de l'Essaïon du 17 mars au 7 juillet 2024  puis du 8 septembre au 8 décembre 2024.En 2025 la pièce de théâtre reprend à l'Essaïon du 4 mai au 29 juin puis du 17 septembre 2025 au 23 janvier 2026.

## Doublage

### Cinéma

#### Films
- Christina Applegate dans :
  - The Rocker (2008) : Kim
  - Trop loin pour toi (2010) : Corinne
  - Bon à tirer (BAT) (2011) : Grace Searing
  - Vive les vacances (2015) : Debbie Grisworld

- Rose McGowan dans :
  - Phantoms (1998) : Lisa Pailey
  - Le Dahlia noir (2006) : Sheryl Saddon

- 1990 : Hot Spot : Gloria Harper (Jennifer Connelly)
- 1993 : Génération rebelle : Sabrina (Christine Hinojosa)
- 1998 : Judas Kiss : Coco Chavez (Carla Gugino)
- 1998 : Comme un garçon : Jessica (Stacy Hart)
- 1999 : Une carte du monde : Carole Mackessy (Chloë Sevigny)
- 1999 : Entre les jambes : Juani (María Adánez)
- 2012 : John Carter : Sola (Samantha Morton)
- 2013 : Hours : Sherry (Kerry Cahill)
- 2013 : La Prophétie de l'anneau : la reine Jamnabai (Aegina de Vas)
- 2016 : Les Figures de l'ombre : Ruth (Kimberly Quinn)
- 2017 : Deidra and Laney Rob a Train : Gloria (Kinna McInroe)
- 2019 : The Dirt : Roxie, la fiancée de Tommy (Jordan Lane Price)
- 2021 : Noël avec le Père : Jean (Ania Marson)
- 2022 : Pinocchio : ? (?)
- 2023 : Fair Play : ? (?)
- 2024 : Irish Wish : ? (?)

#### Films d'animation
- 1982[12] : Goshu le violoncelliste : la souris et sa maman
- 1989[13] : Venus Wars : Maggy
- 1999 : Mon beau sapin[14] : ?
- 2001 : Bécassine et le Trésor viking : Marie Serpentin
- 2003 : Wonderful Days : Jay
- 2006 : Superman: Brainiac Attacks : Sarah
- 2008 : Barbie et le Palais de diamant : Melody

### Télévision

#### Téléfilms
- 2002 : Une famille déchirée : Marianne Mulvaney (Tammy Blanchard)
- 2005 : Le Journal de Suzanne : Dr Suzanne Bedford (Christina Applegate)
- 2005 : 14 Hours : Phoebe (Simone Bailly)
- 2008 : Ninjas en guerre : Gina (Bellamy Young)
- 2009: Rendez-vous avec la mort (téléfilm): Sœur Agnieszka (Beth Goddard)
- 2017 : Deidra and Laney Rob a Train : Gloria (Kinna McInroe)

#### Téléfilms d'animation
- 2008 : Garfield, champion du rire : Arlène
- 2009 : Super Garfield : Arlène / Starlena / Vetvix

#### Séries télévisées
- Bellamy Young dans (7 séries) :
  - NCIS : Enquêtes spéciales (2004) : l'agent spécial Melinda Stone (saison 1, épisode 21)
  - Grey's Anatomy (2007) : Kathy (saison 3, épisodes 22 et 23)
  - Private Practice (2007) : Kathy (saison 1, épisode 6)
  - Dirty Sexy Money (2007-2008) : Ellen Darling (9 épisodes)
  - Ghost Whisperer (2009) : Lucy Stanton (saison 4, épisode 21)
  - Supernatural (2009) : Sarah / Lucifer (saison 5, épisode 1)
  - Esprits criminels (2011-2013) : Beth Clemmons (7 épisodes)

- Christina Applegate dans (4 séries) :
  - Mariés, deux enfants (1987-1997) : Kelly Bundy (2e voix, saisons 2 à 11)
  - Jesse (1998-2000) : Jesse Warner (42 épisodes)
  - Friends (2002-2003) : Amy Green (saison 9, épisode 8 et saison 10, épisode 5)
  - Samantha qui ? (2007-2009) : Samantha Newly (35 épisodes)

- Rose McGowan dans (4 séries) :
  - Charmed (2001-2006) : Paige Matthews (112 épisodes)
  - Nip/Tuck (2009) : Dr Theodora « Teddy » Lowe #2 (5 épisodes)
  - New York, unité spéciale (2011) : Cassandra Davina (saison 12, épisode 19)
  - Once Upon a Time (2013-2014) : Cora jeune (saison 2, épisode 16 et saison 3, épisode 18)

- Simone Bailly dans :
  - Stargate SG-1 (2003-2006) : Ka'lel (6 épisodes)
  - Smallville (2007) : Star (saison 6, épisode 13)
  - The L Word (2007-2008) : Grace (7 épisodes)

- Jessica Hecht dans :
  - Breaking Bad (2008-2013) : Gretchen Schwartz (5 épisodes)
  - Succession (2019) : Michelle Pantsil (saison 2, épisodes 3 et 4)
  - The Boys (2020) : Carol Manning (5 épisodes)

- Julianne Morris dans :
  - Les Feux de l'amour (1994-2014) : Amy Wilson #2 (14 épisodes)
  - Des jours et des vies (1998-2002) : Greta Von Amberg (464 épisodes)

- Tasneem Roc dans : 
  - Hartley, cœurs à vif (1997-1999) : Thania Saya (37 épisodes)
  - Talents and Co (2001) : Skye Quinn (5 épisodes)

- Elizabeth Banks dans :
  - New York, unité spéciale (2001) : Jaina Jansen (saison 3, épisode 7)
  - FBI : Portés disparus (2002) : Clarissa (saison 1, épisode 7)

- Schuyler Fisk dans :
  - Les Frères Scott (2005) : Daytona Green (saison 1, épisode 19)
  - New York, unité spéciale (2006) : Ella Christiansen (saison 7, épisode 14)

- 1994 : Chicago Hope : La Vie à tout prix : Dr Karen Antonovich (Margaret Colin) (5 épisodes)
- 1994-1997 : La Vie à cinq : Libby Dwyer (Bryn Erin) (4 épisodes), Holly Blanchard (Monica Lacy) (saison 2, épisode 1)
- 1994-1998 : Ellen : Audrey Penney (Clea Lewis) (79 épisodes)
- 1994 / 2006-2011 : Les Feux de l'amour : Amy Wilson #1 (Robin Scott), Jana Hawkes (Emily O'Brien) (417 épisodes)
- 1995-1996 : Sauvés par le gong : La Nouvelle Classe : Rachel Meyers (Sarah Lancaster) (2e voix, saisons 3 et 4)
- 1997 : Loïs et Clark : Les Nouvelles Aventures de Superman : Wendy (Stacey Travis) (saison 4, épisode 21)
- 1998 : Rude Awakening : Ruth (Bridget White) (saison 1, épisode 7)
- 1998 : Diagnostic : Meurtre : Cindy Garrett (Staci Keanan) (saison 6, épisode 3)
- 1998-1999 : Urgences : Roxanne Please (Julie Bowen) (9 épisodes)
- 1999 : The Norm Show : Molly Carver (Amy Wilson) (9 épisodes)
- 1999 : Destins croisés : Mme John Paul O'Brien (Janaya Stephens) (saison 1, épisode 1)
- 1999-2000 : Shasta : Michelle Price (Nicole Forester) (5 épisodes)
- 1999-2001 : Gimme, Gimme, Gimme : Suze Littlewood (Beth Goddard) (14 épisodes)
- 1999-2001 : Delta Team : Sandra Wohlers (Stefanie Schmid) (11 épisodes)
- 2000 : Charmed :  Cindy (Tiffany Salerno) (saison 2, épisode 10)
- 2000-2001 : Tessa à la pointe de l'épée : Maria Theresa « Tessa » Alvarado (Tessie Santiago) (22 épisodes)
- 2000-2001 : New York 911 : Brooke Carney (Eva LaRue) (9 épisodes)
- 2001 : New York, unité spéciale : la technicienne Ellen Matthews (Debra Eisenstadt) (saison 2, épisode 17)
- 2001 : Charmed : Janna (Rachel Luttrell) (saison 3, épisode 20)
- 2002 : Ma famille d'abord : Veronica Jones (Nicole Scherzinger) (saison 3, épisodes 1 et 2)
- 2002 : Disparition : Anne Crawford (Tina Holmes) (mini-série)
- 2002 : La Treizième Dimension : Andrea Collins (Katherine Heigl) (épisode 5), Kelly Freed (Michelle Harrison) (épisode 17)
- 2002-2006 : Ce que j'aime chez toi : Holly Tyler (Amanda Bynes) (86 épisodes)
- 2003 : Sue Thomas, l'œil du FBI : Nancy Jeter (Brenda Campbell) (saison 1, épisode 11)
- 2003 : Le Monde de Joan : Sara Bonner (Kara Zediker) (saison 1, épisode 5)
- 2003-2004 : NCIS : Enquêtes spéciales : Mary Wiles (Lauren Bowles) (saison 1, épisode 5), Marie Foley (Roxana Zal) (saison 1, épisode 18)
- 2004 : Veronica Mars : Sarah Williams (Jessica Chastain) (saison 1, épisode 7)
- 2004 : Le Protecteur : Emily Bernsley (Chad Morgan) (3 épisodes)
- 2007 : Dirty Sexy Money : Ellen Darling #1 (Kiersten Warren) (saison 1, épisode 1)
- 2007-2008 : South of Nowhere : Lily Zee (Michelle Ang) (4 épisodes)
- 2007-2010 : Mad Men : Midge Daniels (Rosemarie DeWitt) (7 épisodes)
- 2008-2011 : Les Frères Scott : Mia Catalano (Kate Voegele) (35 épisodes)
- 2008 : Ghost Whisperer : Angela Morrison (Judith Hoag) (saison 2, épisode 3)
- 2011-2012 : Suburgatory : Jocelyn (Arden Myrin) (4 épisodes)
- 2014-2015 : Hand of God : Anne Wu (Elaine Tan) (7 épisodes)
- 2015 : The Mindy Project : Mme Morrison (Elizabeth Atkins) (saison 4, épisode 4)
- 2015-2016 : Reign : Le Destin d'une reine : Amy Dudley (Clara Pasieka) (5 épisodes)
- 2016 : Fear the Walking Dead : Melissa Geary (Catherine Dent) (saison 2, épisode 2)
- 2016 : Person of Interest : Briggs (Kim Ramirez) (3 épisodes)
- 2016 : Reine du Sud : Maria Sanchez (Lanell Pena) (3 épisodes)
- 2017 : Gypsy : Michelle Kessler (Megan Sikora) (6 épisodes)
- 2018 : Good Girls : Dr Melanie Serden (Nicole Bilderback (en))
- 2018 : Pine Gap : Eloise Chambers (Edwina Wren) (mini-série)
- 2018-2021 : This Is Us : Zoe Baker (Melanie Liburd) (21 épisodes)
- 2019 : Sneaky Pete : Betsy (Carla Gallo) (saison 3, épisode 1)
- 2021 : Dynastie : Corinne Simon (Laura Leighton) (saison 4, épisode 9)
- depuis 2021 : The Sex Lives of College Girls : Carol Finkle (Nicole Sullivan)
- 2022 : Bosch: Legacy : Mme Davis (Zylan Brooks) (saison 1)
- 2022 : L'Impératrice : ? ( ? )
- 2022 : Kleo : Ramona [Qui ?] (saison 1, épisode 7)
- 2022 : Blockbuster (en) : Rene (Keegan Connor Tracy)
- 2023 : Mon cosmonaute : la ministre Rewicz (Magdalena Boczarska)
- 2023 : Bodies : ? ( ? ) (mini-série)
- 2024 : A Killer Paradox (en) : ? ( ? )

#### Séries d'animation
- 1968[15] : Les Aventures de Batman : Barbara Gordon / Batgirl
- 1977[15] : Les Nouvelles Aventures de Batman : Barbara Gordon / Batgirl
- 1993[16] : Gunnm : Gally (OAV)
- 1997 : Fennec : Olivia
- 1999 : Capitaine Fracasse : Isabelle
- 2004 : Jackie Chan : l'assistante de la production (épisode 84)
- 2005-2007 : Bravo Gudule : voix additionnelles
- 2007-2008 : Valérian et Laureline : Pyrna Elkali
- 2008-2015 : Garfield et Cie : Arlène, Liz Wilson, Drusilla et Minerva, tante Sylvie et voix additionnelles
- 2013 : La Légende de Korra : Kya
- 2019 : 7 Seeds : Mitsuru Kagurazaka
- 2019-2020 : Garfield Originals : personnages féminins (bruitages)
- 2021 : Kayko et Kokosh : Yaga
- 2021 : Link Click : la femme du patron

### Jeux vidéo
- 2015 : Assassin's Creed Syndicate : Lydia Frye
- 2016 : Final Fantasy XV : voix additionnelles

## Discographie
- Cinéma en noires et blanches (album), 1999
- Entre l'Orient et l'Occident (single), 2002
- De Bouche à Bonheur (album), 2004
- Vincent, Marie, Jacques et les autres… (single), 2007
- Le Tango de Platon et Al-Farabi (album), 2008
- La Méthode Coué en chanson (single) 2011
- Version Originelle (album piano-voix) 2014